# Shahriar Shafiq

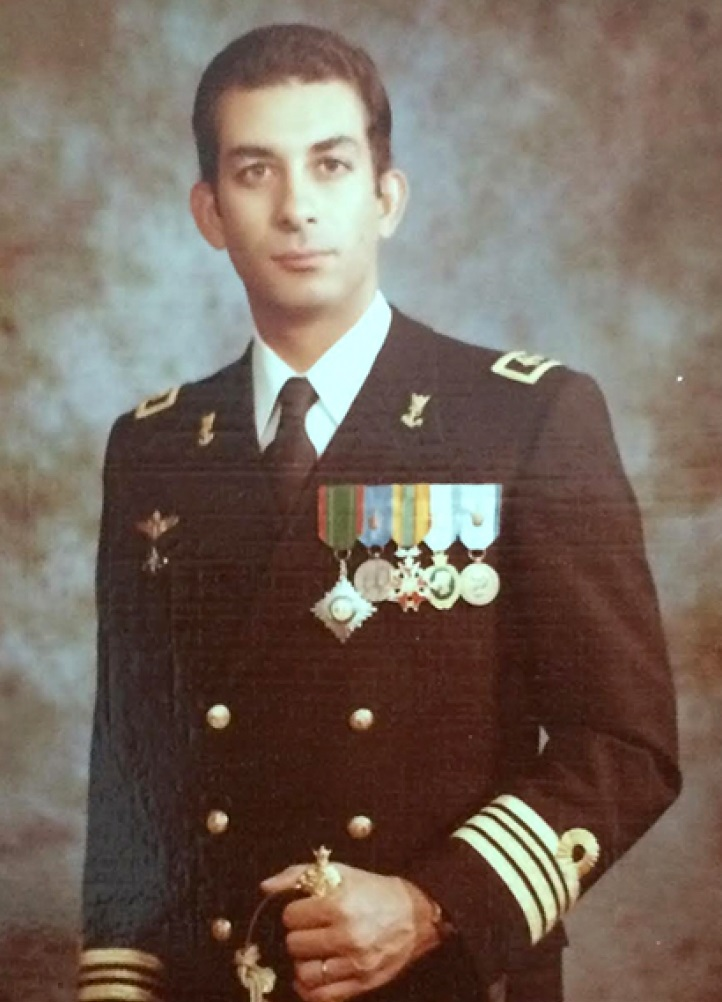
Shahriar Shafiq

Shahriar Shafiq (persiska: شهریار شفیق), även stavat Chahriar Chafik, född 15 mars 1945 i Kairo, Egypten, död 7 december 1979 i Paris, Frankrike, var en iransk marinchef och medlem av kungahuset Pahlavi. Han var son till Ashraf Pahlavi, tvillingsyster till shahen Mohammad Reza Pahlavi.

## Karriär
Shahriar Shafiq fick sin grundutbildning vid Razi gymnasium i Teheran. Han studerade vidare vid den brittiska militära flottans högskola, Britannia Royal Naval College, i Dartmouth, Storbritannien. Vid sin hemkomst till Iran blev han sjökapten i den kejserliga iranska flottan i Persiska viken och specialiserade sig på svävarteknik. Han blev slutligen marinchef.
Shahriar Shafiqs var också ordförande i Irans Judo- och karateförbund fram till 1979.
Hans militära karriär varade från 1963 fram till den iranska revolutionen då han avskedades av den nya islamistiska regimen.

## Privatliv

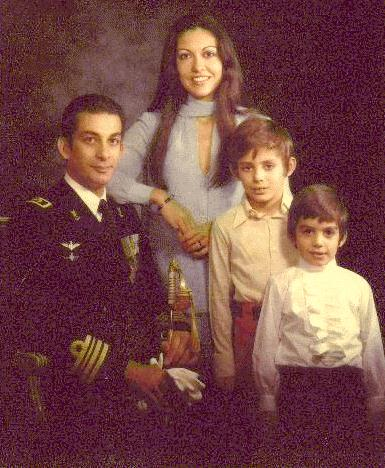
Shahriar Shafiq och Maryam Eghbal med sönerna Nader och Dara

Shahriar Shafiq var barn till Ahmad Chafik Bey, son till Ahmad Chafik Pasha, hovminister i Khedivatet Egypten, och Ashraf Pahlavi, dotter till den iranske shahen Reza Pahlavi.
1967 gifte sig Shafiq med Manouchehr Eghbals dotter Maryam Eghbal som var kristen och tidigare varit gift med Mohammad Reza Pahlavis halvbror Mahmoud Reza Pahlavi. 
Paret Shafiq och Eghbal fick två söner: Nader och Dara.

## Mordet på Shahriar Shafiq
Shahriar Shafiq stannade i Iran till mars månad 1979 och organiserade motståndet mot revolutionen. Han tvingades att fly landet och tog sig till Kuwait i gummibåt. Han bosatte sig i Paris, där han startade den monarkistiska motståndsgruppen "Irān-e Āzād" (Fritt Iran).
Han mördades den 7 december 1979 utanför sin mors hem på Rue Pergolese. Mordet utfördes av en dödspatrull inom den Islamiska republikens underrättelsetjänst. Den högste islamiske revolutionsdomaren Ayatollah Sadeq Khalkhali hade utfärdat en dödsdom mot honom och hans familj.